# Fuleco

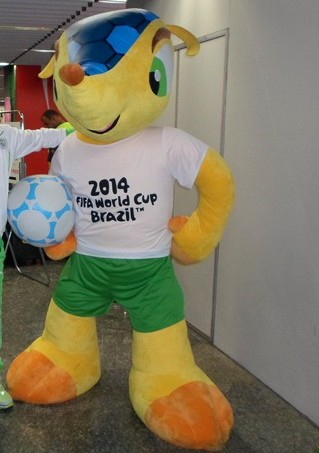
Fuleco

Fuleco ist das offizielle Maskottchen der Fußball-Weltmeisterschaft 2014. Es stellt ein Brasilianisches Dreibindengürteltier (Tolypeutes tricinctus) mit gelbem Fell und blauem Panzer dar. Die Tierart ist endemisch in Brasilien verbreitet und bewohnt hauptsächlich die Caatinga-Region im Nordosten des Landes. Bis zum Beginn der 1990er Jahre galt die Art als ausgestorben, heute wird sie als gefährdet eingestuft. „Die Bedeutung der Natur und des Umweltschutzes in den Blickpunkt zu rücken“ wurde auf der eigens für das Maskottchen eingerichteten Homepage als „eines der Hauptanliegen der […] Weltmeisterschaft […]“ beschrieben. Eine Million Stoff-„Fulecos“ ließ die FIFA herstellen.
Der Name „Fuleco“ ist ein Kofferwort aus den Wörtern futebol (Fußball) und ecologia (Ökologie). Bei einer Online-Abstimmung votierten 1,7 Millionen Brasilianer für diesen Namen, der sich damit gegen die Alternativvorschläge „Amijubi“ und „Zuzeco“ durchsetzte. Zahlreiche Medien hatten berichtet, der Begriff Fuleco stehe in der portugiesischen Sprache in Brasilien umgangssprachlich derb für „Gesäß“. Dabei handelte es sich jedoch um eine Falschmeldung.
Das Maskottchen wurde erstmals am 16. September 2012 in der brasilianischen Fernsehsendung Fantástico präsentiert. Offizielles Lied des Maskottchen ist „Tatu bom de bola“ („Gürteltier gut am Ball“) von Arlindo Cruz.